# 고자카이 아라타
고자카이 아라타(일본어: 小酒井 新大, 2001년 9월 21일~)는 일본의 축구 선수이다.

## 구단 경력
그는 2024년 J2리그의 오이타 트리니타에 입단했다.